# Robert W. Craddock
Robert "Bob" W. Craddock (ur. 5 września 1923 w Lawrenceville, zm. 28 marca 2003 w Myrtle Beach) – amerykański piłkarz, grywał na pozycji napastnika. Uczestnik mundialu 1950 w Brazylii.

## Kariera
Craddock rozpoczynał karierę w klubie Castle Shannon, następnie przeszedł do Harmarville Hurricanes, z którym zdobył dwukrotnie puchar National Amateur Cup (1950, 1951) oraz U.S. Open Cup (1952, 1956). W czasie występów dla Hurricanes, został powołany na Mundial 1950, ale nie zagrał w ani jednym spotkaniu. 4 kwietnia 1954 w meczu towarzyskim przeciwko Haiti, po raz pierwszy pojawił w składzie reprezentacji, w którym Stany zwyciężyły 3-0. W roku 1997 został wcielony do National Soccer Hall of Fame. Jego ojciec - Robert B. Craddock, również został wpisany do piłkarskiej hali sław.